# Вилла Вальмарана (Лизьера)
Вилла Вальмарана (итал. Villa Valmarana) — вилла (загородный дом), построенный по проекту выдающегося итальянского архитектора Андреа Палладио около 1563 года в Лизьере (муниципалитет Больцано-Вичентино), к северо-востоку от города Виченца северо-итальянской области Венето. Другое, менее известное название — Villa Valmarana Scagnolari Zen.
Выдающийся памятник архитектуры позднего итальянского Возрождения. С 1996 года вилла вместе с другими постройками Палладио включена в список Всемирного наследия ЮНЕСКО «Города Виченца и Палладиевых вилл Венето» (Città di Vicenza e Ville Palladiane del Veneto).

## История и архитектура

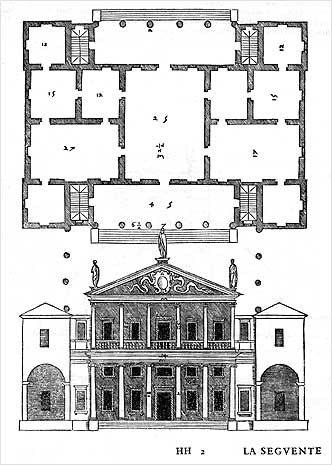
Вилла Вальмарана. Гравюра из трактата А. Палладио «Четыре книги по архитектуре». 1570—1581

Вилла, которую мы видим сегодня, сильно отличается от той, что была спроектирована Палладио для Джанфранческо Вальмарана около 1563 года. Идея проекта видна на гравюре из трактата Палладио «Четыре книги по архитектуре» (Quattro libri dell’architettura, 1570—1581), на которой изображено строение с двойным ярусом лоджий, окружённых башнями. В любом случае работа над виллой была прервана в 1566 году из-за смерти Джанфранческо и, вероятно, была завершена его племянником Леонардо Вальмарана (сыном его брата Джованни Альвизе), который заказал семейную капеллу Вальмарана в церкви Санта-Корона и наследника Палаццо Вальмарана в Виченце. Второй этаж лоджий так и не был построен, а срединный сектор был заключен своего рода мансардой. Почти полностью разрушенная бомбардировками во время Второй мировой войны, в недавнее время вилла была восстановлена.
Вилла Вальмарана, несмотря на незавершённость относительно проекта Палладио, замечательна пропорциями лоджии ионического ордера, венчающими постройку статуями и общим настроением связи с окружающим ландшафтом, — характерными чертами палладианского стиля.